# Iglesia de San Cayetano (Buenos Aires)
La iglesia y santuario de San Cayetano de Liniers es una iglesia de Buenos Aires (Argentina) ubicada en la Calle Cuzco 150, CABA, Argentina; a pocos metros de la estación de Liniers (Buenos Aires). En el lateral se encuentra un convento y un Colegio.

## Historia
A fin del siglo XIX, las Hermanas del Divino Salvador, llegaron desde la Santa Casa de Ejercicios Espirituales fundada por la Santa María Antonia de la Paz y Figueroa que, desde Córdoba Argentina, llegó a pie a la Capital Federal, al terreno que pertenecieron, según consta en documentos, a María Mercedes Cordova, quién los donó en 1830, a las Hermanas Religiosas,
constituyéndose dueñas legítimas y desde ese momento iniciaron su labor religiosa en esas tierras de Liniers.
Construyeron allí una pequeña Capilla, dedicada a San Cayetano, para servir de asistencia espiritual de los fieles, mientras en el otro sector, construyeron el Convento y un colegio de niñas (actualmente el Colegio de San Cayetano).
La iglesia se inauguró el 30 de septiembre de 1875.
En el año 1913, se declara Parroquia de San Cayetano y un año más tarde se construye el colegio actual del mismo nombre.
Fue declarada santuario por el Card. Juan Carlos Aramburu.

## Devoción popular
El Santuario de San Cayetano recibe todos los 7 de cada mes a miles de fieles católicos que van a pedir por el pan y el trabajo. Cada 7 de agosto la congregación es mucho más alta debido a que es el día de su fiesta. En vísperas de su día miles de feligreses hacen colas de cientos de metros para esperar entrar.
También desde allí parte la hoy tradicional peregrinación juvenil al Santuario de Luján, a realizarse en el mes de octubre, y recibe otras peregrinaciones a pie.